# Парк-Форест (Іллінойс)
Парк-Форест (англ. Park Forest) — селище (англ. village) в США, в округах Кук і Вілл штату Іллінойс. Населення — 21 687 осіб (2020).

## Географія
Парк-Форест розташований за координатами 41°28′54″ пн. ш. 87°41′12″ зх. д. / 41.48167° пн. ш. 87.68667° зх. д. (41.481754, -87.686792).  За даними Бюро перепису населення США в 2010 році селище мало площу 12,85 км², уся площа — суходіл.

### Клімат
| Клімат : Парк-Форест    | Клімат : Парк-Форест | Клімат : Парк-Форест | Клімат : Парк-Форест | Клімат : Парк-Форест | Клімат : Парк-Форест | Клімат : Парк-Форест | Клімат : Парк-Форест | Клімат : Парк-Форест | Клімат : Парк-Форест | Клімат : Парк-Форест | Клімат : Парк-Форест | Клімат : Парк-Форест | Клімат : Парк-Форест |
| Показник                | Січ.                 | Лют.                 | Бер.                 | Квіт.                | Трав.                | Черв.                | Лип.                 | Серп.                | Вер.                 | Жовт.                | Лист.                | Груд.                | Рік                  |
| Абсолютний максимум, °C | 18,3                 | 21,7                 | 30,0                 | 31,7                 | 36,1                 | 38,9                 | 42,2                 | 39,4                 | 37,8                 | 32,8                 | 25,0                 | 21,1                 | 42,2                 |
| Середній максимум, °C   | −0,8                 | 1,7                  | 7,9                  | 15,2                 | 21,2                 | 26,7                 | 28,8                 | 27,7                 | 24,0                 | 17,2                 | 9,1                  | 1,6                  | 15,1                 |
| Середній мінімум, °C    | −9,1                 | −7,2                 | −1,6                 | 4,3                  | 10,0                 | 15,6                 | 18,3                 | 17,3                 | 12,7                 | 6,1                  | 0,2                  | −6,5                 | 5,1                  |
| Абсолютний мінімум, °C  | −32,8                | −29,4                | −21,1                | −12,8                | −3,9                 | 2,2                  | 7,2                  | 5,0                  | −1,7                 | −8,3                 | −17,8                | −29,4                | −32,8                |
| Норма опадів, мм        | 51                   | 47                   | 66                   | 96                   | 114                  | 116                  | 116                  | 114                  | 81                   | 85                   | 91                   | 67                   | 1044                 |
| Днів з опадами          | 10                   | 9                    | 11                   | 12                   | 12                   | 10                   | 9                    | 9                    | 9                    | 10                   | 11                   | 11                   | 123,0                |
| ----------------------- | -------------------- | -------------------- | -------------------- | -------------------- | -------------------- | -------------------- | -------------------- | -------------------- | -------------------- | -------------------- | -------------------- | -------------------- | -------------------- |
| Джерело: NOAA           |                      |                      |                      |                      |                      |                      |                      |                      |                      |                      |                      |                      |                      |

## Демографія
Згідно з переписом 2010 року, у селищі мешкало 21 975 осіб у 8750 домогосподарствах у складі 5497 родин. Густота населення становила 1710 осіб/км².  Було 9838 помешкань (766/км²).
Расовий склад населення:
| - 59,8 % — чорних або афроамериканців - 33,4 % — білих - 0,8 % — азіатів - 0,3 % — корінних американців - 2,1 % — осіб інших рас |

До двох чи більше рас належало 3,6 %. Частка іспаномовних становила 6,4 % від усіх жителів.
За віковим діапазоном населення розподілялося таким чином: 25,9 % — особи молодші 18 років, 61,4 % — особи у віці 18—64 років, 12,7 % — особи у віці 65 років та старші. Медіана віку мешканця становила 37,4 року. На 100 осіб жіночої статі у селищі припадало 81,4 чоловіків;  на 100 жінок у віці від 18 років та старших — 75,6 чоловіків також старших 18 років.
Середній дохід на одне домашнє господарство  становив 55 405 доларів США (медіана — 44 040), а середній дохід на одну сім'ю — 65 171 долар (медіана — 56 003). Медіана доходів становила 44 782 долари для чоловіків та 41 383 долари для жінок. За межею бідності перебувало 19,2 % осіб, у тому числі 24,7 % дітей у віці до 18 років та 12,6 % осіб у віці 65 років та старших.
Цивільне працевлаштоване населення становило 8920 осіб. Основні галузі зайнятості: освіта, охорона здоров'я та соціальна допомога — 34,0 %, роздрібна торгівля — 10,8 %, виробництво — 9,5 %, фінанси, страхування та нерухомість — 8,7 %.